# 山田弘明
山田 弘明（やまだ ひろあき、1945年 - ）は、日本の哲学者。名古屋大学名誉教授。専攻はデカルト研究。

## 来歴
中国・長春市生まれ。京都大学文学部哲学科卒業、同大学院博士課程中退。野田又夫、藤沢令夫門下。1995年「デカルト『省察』の研究」で京都大学から博士（文学）。名古屋市立大学助教授、名古屋大学文学部助教授、教授を務め、2008年に定年退任し名誉教授。名古屋文理大学情報文化学部教授も務めた。2023年、瑞宝中綬章受章。

## 著書
- 『デカルト『省察』の研究』創文社 1994
- 『『方法序説』を読む 若きデカルトの生と思想』世界思想社 1995
- 『真理の形而上学 デカルトとその時代』世界思想社 2001
- 『デカルト哲学の根本問題』知泉書館 2009
- 『デカルト『方法序説』』晃洋書房（哲学書概説シリーズ）2011
- 『デカルトと西洋近世の哲学者たち』知泉書館 2016
- 『デカルトと哲学書簡』知泉書館 2018

### 翻訳
- 『デカルト=エリザベト往復書簡』講談社学術文庫 2001
- ルネ・デカルト『省察』ちくま学芸文庫 2006
- ルネ・デカルト『哲学原理』ちくま学芸文庫 2009（吉田健太郎・久保田進一・岩佐宣明共訳）
- ルネ・デカルト『方法序説』ちくま学芸文庫 2010
- 『デカルト全書簡集』（全8巻）知泉書館、2012-2016（訳者代表）
- 『ライプニッツ著作集 第II期 1　哲学書簡―知の綺羅星たちとの交歓』「サロン文化圏」工作舎（共訳）2015 ISBN 978-4-87502-463-7
- デカルト『ユトレヒト紛争書簡集』知泉書館 2017（持田辰郎・倉田隆共訳）
- 『デカルト数学・自然学論集』法政大学出版局 2018（訳者代表）
- アントワーヌ・アルノー／ピエール・ニコル『ポール・ロワイヤル論理学』法政大学出版局 2021（小沢明也共編訳）
- ニコラ・ポワソン『デカルト『方法序説』注解』知泉書館 2022（クレール・フォヴェルグ、今井悠介共訳）
- アドリアン・バイエ『デカルトの生涯』校訂完訳版、工作舎 2022（アニー・ビトボル=エスペリエス緒論・注解、香川知晶・小沢明也・今井悠介共訳）
- ライプニッツ『デカルト批判論集』知泉書泉 2023（町田一共編訳）
- 『デカルト・エリザベト王女等の書簡集』フーシェ・ド・カレイユ編著、知泉書館 2023
- 『デカルト小品集』知泉書泉 2024（吉田健太郎共編訳）
- デカルト『精神指導の規則』知泉書泉 2025